# Sińczyk-Leśniczówka
Sińczyk-Leśniczówka (deutsch Klein Blaustein) ist ein kleiner Ort in der polnischen Woiwodschaft Ermland-Masuren im Gebiet der Gmina Srokowo (Drengfurth) im Powiat Kętrzyński (Kreis Rastenburg).

## Geographische Lage
Sińczyk-Leśniczówka liegt westlich des Kleinen Blausteiner Sees (polnisch Okrągłe Jezioro) in der nördlichen Mitte der Woiwodschaft Ermland-Masuren, elf Kilometer nordöstlich der Kreisstadt Kętrzyn (deutsch Rastenburg).

## Geschichte
Klein Blaustein war vor 1945 eine kleine Försterei im damals Blausteiner Wald genannten Forst. 1785 wurde es als „adlig Vorwerk mit 22 Feuerstellen“ genannt. Klein Blaustein gehörte zur Landgemeinde Wehlack (polnisch Skierki) im gleichnamigen Amtsbezirk innerhalb des ostpreußischen Kreises Rastenburg. 1820 zählte es 25, 1885 bereits 34 und 1905 schon 40 Einwohner.
Am 30. September 1928 gliederte sich Klein Blaustein aus der Gemeinde Wehlack aus und schloss sich mit Groß Blaustein (Dorf) (polnisch Dolny Siniec), Groß Blaustein (Gut) (Siniec) und Langeneck (Kąty) zur neuen Landgemeinde Blaustein (Siniec) im Amtsbezirk Blaustein zusammen.
In Kriegsfolge kam Klein Blaustein 1945 mit dem gesamten südlichen Ostpreußen zu Polen und erhielt die polnische Namensform „Sińczyk-Leśniczówka“. Heute ist es „część wsi Siniec“ („ein Teil des Dorfes Siniec“) innerhalb der Landgemeinde Srokowo (Drengfurth) im Powiat Kętrzyński (Kreis Rastenburg), bis 1998 der Woiwodschaft Olsztyn, seither der Woiwodschaft Ermland-Masuren zugehörig.

## Kirche
Bis 1945 war Klein Blaustein in die evangelische Kirche Wenden (Ostpreußen) in der Kirchenprovinz Ostpreußen der Kirche der Altpreußischen Union sowie in die katholische Kirche St. Katharina Rastenburg im damaligen Bistum Ermland eingepfarrt.
Heute gehört Sińczyk-Leśniczówka zur katholischen Pfarrei Srokowo im jetzigen Erzbistum Ermland, außerdem zur evangelischen Johanneskirche Kętrzyn mit der Filialkirche Srokowo in der Diözese Masuren der Evangelisch-Augsburgischen Kirche in Polen.

## Verkehr
Sińczyk-Leśniczówka liegt verkehrsgünstig an der Woiwodschaftsstraße 650, die die Regionen Kętrzyn (Rastenburg), Węgorzewo (Angerburg) und Gołdap (Goldap) miteinander verbindet. Eine Anbindung an den Bahnverkehr besteht nicht.

## Persönlichkeiten
- Johann von Klingsporn (1605–1685), kurbrandenburgischer Oberst und Regimentskommandeur, Erbherr auf Groß- und Klein Blaustein
- Julius Rudolph von Klingsporn († nach 1794), preußischer Oberst, Erbherr auf Groß- und Klein Blaustein